# كهوف فاليماوجا
كهوف فاليماوجا هي كهوف طبيعية كبيرة في سلسلة من أنفاق الحمم البركانية الواقعة في منطقة تواماساجا على طول التلال الوسطى لجزيرة أوبولو في ساموا. تمت دراسة الكهوف من قبل علماء الآثار في ساموا مع وجود أدلة على الاحتلال البشري في عصور ما قبل التاريخ. كما تم استخدامها كملاذ من قبل شعب تواماساجا.

## وصلات خارجية
- The Cave at Falemauga - A story, map and photos taken by a Peace Corps Volunteer in 1977